# Lichtenegg
Lichtenegg osztrák község Alsó-Ausztria Bécsújhelyvidéki járásában. 2020 januárjában 1039 lakosa volt. 

## Elhelyezkedése

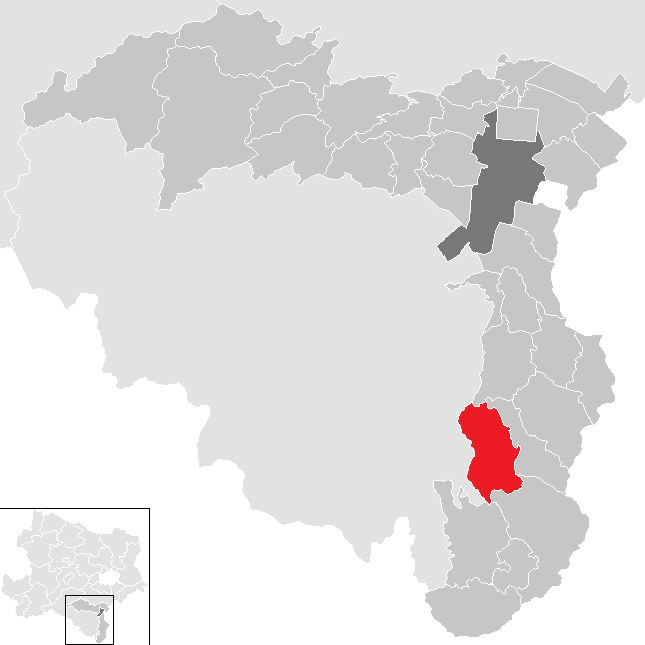
Lichtenegg a Bécsújhelyvidéki járásban

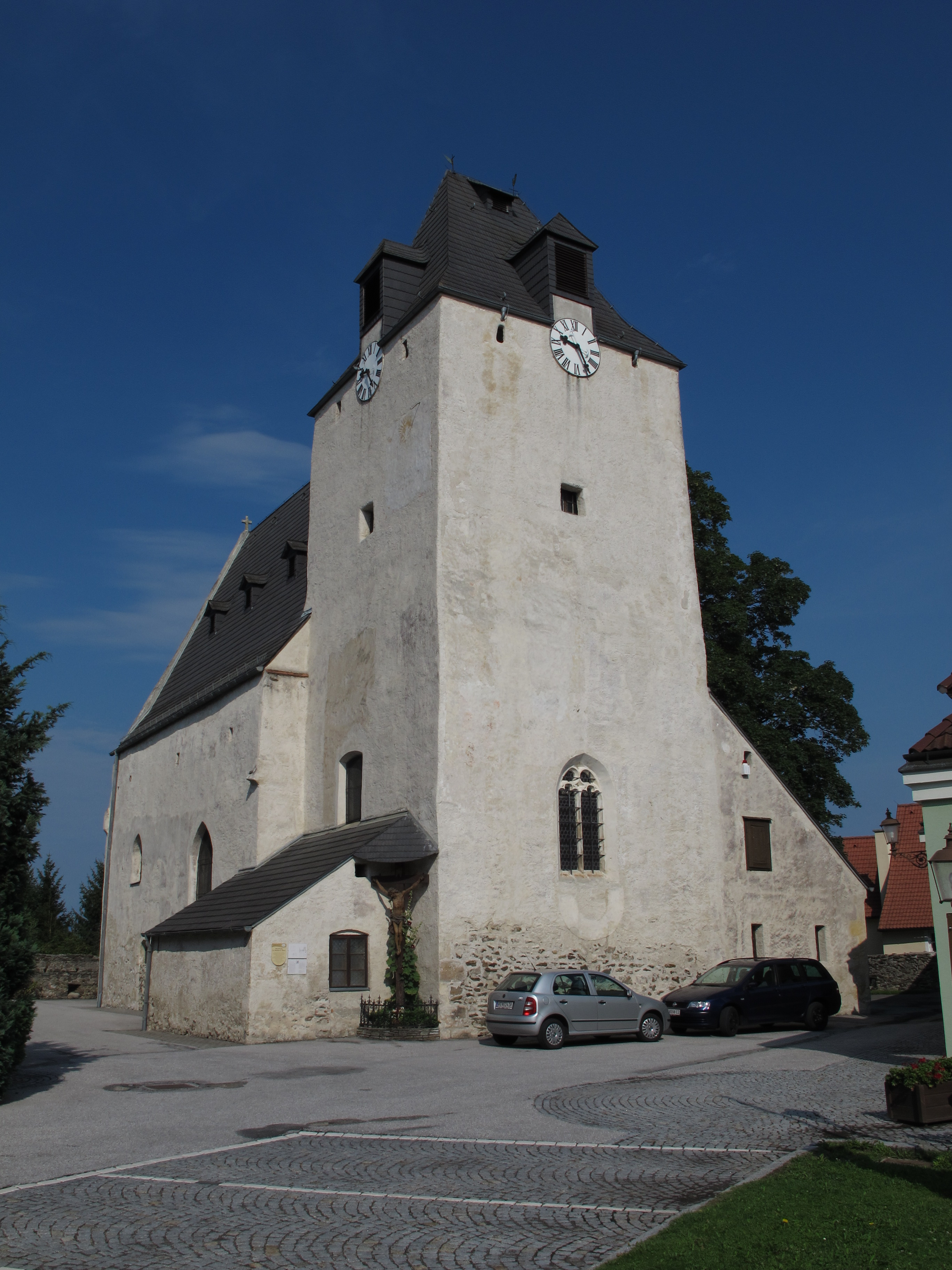
A Szt. Jakab-plébániatemplom

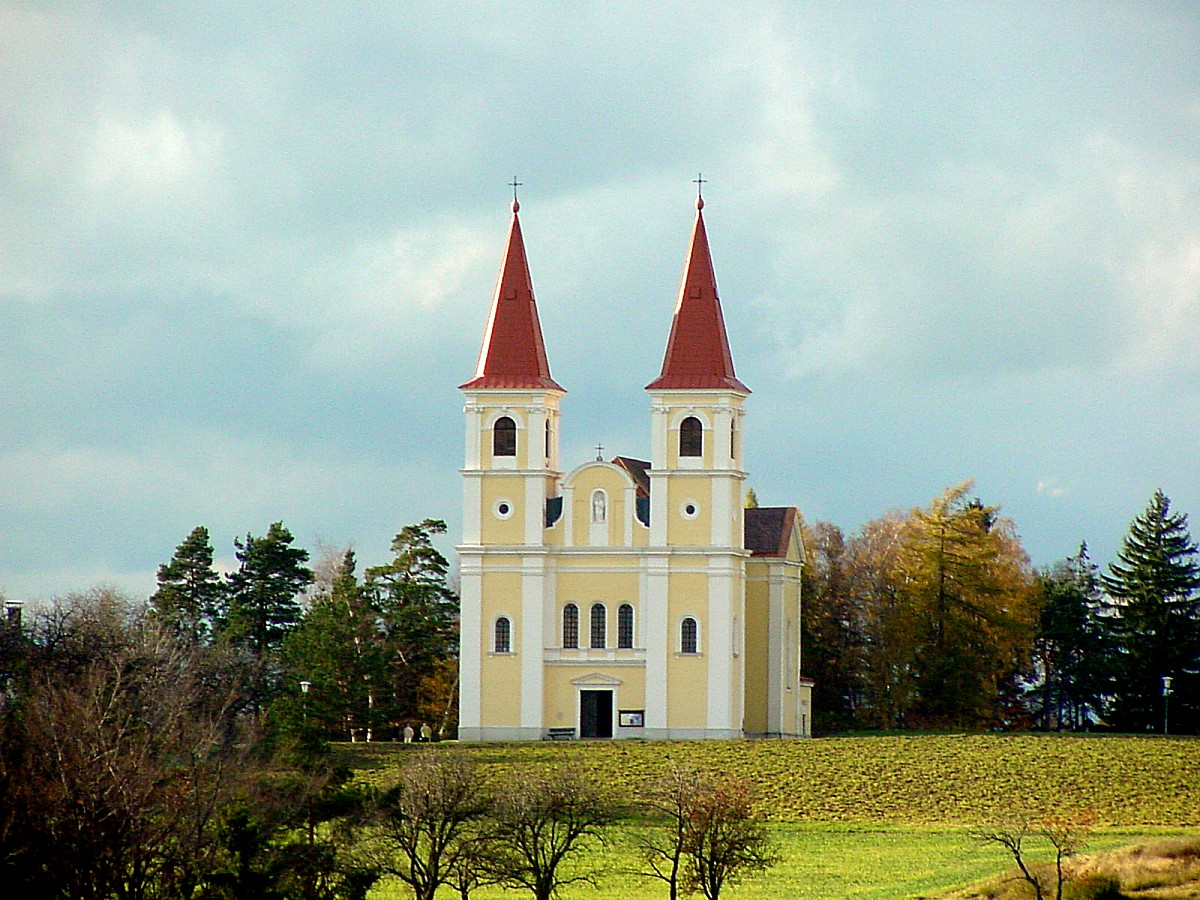
A Havas Szűz Mária-kegytemplom

Lichtenegg a tartomány Industrieviertel régiójában fekszik a Bucklige Welt dombság déli részén. Területének 48,8%-a erdő. Az önkormányzat 20 településrészt és falut egyesít: Amlos (64 lakos 2020-ban), Feichten (19), Kaltenberg (127), Kühbach (51), Lichtenegg (286), Maierhöfen (19), Pengersdorf (34), Pesendorf (20), Pregart (16), Pürahöfen (9), Purgstall (45), Ransdorf (89), Schlagergraben (3), Spratzau (54), Tafern (31), Tiefenbach (22), Thal (93), Wäschau (13), Wieden (36) és Winkl (8).  
A környező önkormányzatok: északra Bromberg, keletre Hollenthon, délkeletre Kirchschlag in der Buckligen Welt, délre Krumbach, délnyugatra Thomasberg, nyugatra Edlitz, északnyugatra Scheiblingkirchen-Thernberg.

## Története
A Spratzbach és a Thalbach patakok közötti területet 850-ben a felső-ausztriai kremsmünsteri apátság kapta meg, de jelentősebb betelepítésekre nem került sor. A 12. században a reichersbergi apátság indította el az erdőirtást és a falualapítást. Lichtenegg első említése az 1252-1255 közötti időszakból való, egy bizonyos Leutold de Lihteneck nevében. 1282-ben már állandó papot neveztek ki a településre. 1500 körül a török fenyegetés miatt a templomot megerődítették és fallal vették körül. A falut körülvevő sűrű erdők miatt a török portyázók soha nem jutottak el idáig. Az 1503-as brombergi urbárium 12 tanyát és két malmot számlál össze Lichteneggben.
A községi önkormányzat 1854-ben alakult meg; ekkor a népessége 1455 főt számlált 120 házban. 1879-ben a romos, feltételezések szerint karoling eredetű Szt. Oszvald-kápolna helyén megépült a Havas Szűz Mária-kegytemplom. A kápolna már a reformáció előtt is kedvelt zarándokhelynek számított. 1926-ban bevezették az elektromosságot, 1937-ben az elektromos közvilágítást. Az Anschlusst követő népszavazáson csak ketten voksoltak a Német Birodalomhoz való csatlakozás ellen. Ezt követően a náci párttagok elégették a pap könyvtárának egy részét, a tanítót pedig elbocsátották, mert részben zsidó származású volt. A második világháború alatt lengyeleket vezényeltek kényszermunkára, mert a férfilakosság nagy részét behívták katonának. A Bécsújhelyet bombázó szövetséges repülőgépek időnként Lichtenegg fölött dobták ki megmaradt bombaterhüket; egy ilyen esetnél leromboltak egy házat és megöltek két lichteneggi lakost. 1956-ban nagyszámú magyar menekültet szállásoltak el ideiglenesen a községben. 

## Lakosság
A lichteneggi önkormányzat területén 2020 januárjában 1039 fő élt. A lakosságszám 1939 óta csökkenő tendenciát mutat. 2018-ban az ittlakók 98,9%-a volt osztrák állampolgár; a külföldiek közül 0,6% a régi (2004 előtti), 0,2% az új EU-tagállamokból érkezett. 2001-ben a lakosok 96,2%-a római katolikusnak, 2,8% pedig felekezeten kívülinek vallotta magát. Ugyanekkor 2 magyar élt a községben. 
A népesség változása:

| 2016 | 1 046 |
| 2018 | 1 034 |

## Látnivalók
- a Szt. Jakab-plébániatemplom megtartotta a 16. század elején kialakított erődszerű jellegét
- a Havas Szűz Mária-kegytemplom

## Fordítás
- Ez a szócikk részben vagy egészben  a   Lichtenegg (Niederösterreich) című német Wikipédia-szócikk ezen változatának fordításán alapul.  Az eredeti cikk szerkesztőit annak laptörténete sorolja fel. Ez a jelzés csupán a megfogalmazás eredetét és a szerzői jogokat jelzi, nem szolgál a cikkben szereplő információk forrásmegjelöléseként.